# Лебедев, Поликарп Иванович
Полика́рп Ива́нович Ле́бедев (1904—1981) — советский партийный и государственный деятель, председатель Комитета по делам искусств при Совете Министров СССР (1948—1951), директор Третьяковской галереи (1939—1941, 1954—1979).

## Биография
Родился в крестьянской семье. Член РКП(б) с июня 1924 г. В 1934 г. окончил Московский литературный институт красной профессуры по специальности искусствовед. Кандидат искусствоведческих работ (1943). Член-корреспондент Академии художеств СССР (1958).
С 1920 г. — табельщик-отметчик 2-го нефтепромысла Азнефть в Баку.
С 1921 г. — подручный токаря, токарь машиностроительного завода им. лейтенанта Шмидта в Баку.
- 1925—1927 гг. — заведующий агитационно-пропагандистским отделом Фабрично-заводского райкома ЛКСМ Азербайджана г. Баку.
- 1927—1928 гг. — заместитель заведующего агитационно-пропагандистским отделом Бакинского горкома ЛКСМ Азербайджана.
- 1928—1930 гг. — студент филологического факультета Московского государственного университета.
- 1930—1934 гг. — студент Московского литературного института красной профессуры.
- 1934—1938 гг. — заведующий отделом изобразительного искусства издательства ИЗОГИЗ.
- 1938—1939 гг. — заместитель директора Третьяковской галереи по научной части.
- 1939—1941 гг. — директор Третьяковской галереи.
- 1941—1945 гг. — заместитель заведующего отделом искусства Управления пропаганды и агитации ЦК ВКП(б).
- 1945—1948 гг. — заведующий отделом искусства Управления пропаганды и агитации ЦК ВКП(б).
- 1948—1951 гг. — председатель Комитета по делам искусств при Совете Министров СССР.
- 1951—1953 гг. — старший научный редактор Большой Советской Энциклопедии.
- 1953—1954 гг. — заместитель директора Третьяковской галереи.
- 1954—1979 гг. — директор Третьяковской галереи.

С июня 1979 г. персональный пенсионер союзного значения.

## Награды
- 2 ордена Трудового Красного Знамени (06.11.1945; 11.03.1974)
- медали.